# Giải Shorty
Giải Shorty, còn được viết tắt thành "Shortys", là một giải thưởng thường niên vinh danh những con người và tổ chức sản xuất các nội dung ngắn thời gian thực trên khắp các nền tảng mạng xã hội như Twitter, Facebook, Tumblr, YouTube và Instagram.
Giải được tổ chức bởi công ty phần mềm quan hệ công chúng Sawhorse Media. Buổi lễ trao giải thường niên bắt đầu vào năm 2008 với các giải dành cho các thành tựu trên nền tảng Twitter. Kể từ đó, giải thưởng đã mở rộng nhằm vinh danh các nội dung trên các trang mạng dịch vụ xã hội khác, bao gồm YouTube, Tumblr, Instagram, Vine, Snapchat, YouNow, Periscope và Facebook.
Buổi lễ trao giải được tổ chức vào mùa xuân mỗi năm và được stream trực tiếp. Mỗi giải tôn vinh toàn bộ tác phẩm của người sáng tạo nội dung trong cả năm, chứ không chỉ đánh giá theo một dòng tweet hay một bài đăng duy nhất. Một bài viết năm 2012 trên tạp chí Forbes về giải thưởng này bình luận rằng: "Giải Shorty đã cho thấy rằng mạng xã hội không chỉ là ai có nhiều người theo dõi nhất... ta đang viết nên hàng triệu những dòng chữ mới sẽ định nghĩa nên thế hệ chúng ta.... Những dòng chữ ấy... đang ghi lại lịch sử của chúng ta."

## Danh sách các buổi lễ
| Lễ                            | Ngày                     | Hội họp                               | Thành phố chủ nhà                     | Tổ chức                     | Tham chiếu |
| ----------------------------- | ------------------------ | ------------------------------------- | ------------------------------------- | --------------------------- | ---------- |
| Giải thưởng Shorty đầu tiên   | Ngày 11 tháng 2 năm 2009 | Không gian nghệ thuật Galapagos       | Thành phố New York                    | Rick Sanchez                |            |
| Giải thưởng Shorty lần thứ 2  | Ngày 3 tháng 3 năm 2010  | Trung tâm Thời đại                    | Thành phố New York                    | Rick Sanchez                |            |
| Giải thưởng Shorty thứ 3      | Ngày 28 tháng 3 năm 2011 | Trung tâm Thời đại                    | Thành phố New York                    | Aasif Mandvi                |            |
| Giải thưởng Shorty lần thứ 4  | Ngày 27 tháng 3 năm 2012 | Trung tâm Thời đại                    | Thành phố New York                    | Samantha Bee và Jason Jones |            |
| Giải thưởng Shorty lần thứ 5  | Ngày 8 tháng 4 năm 2013  | Trung tâm Thời đại                    | Thành phố New York                    | Ngày Felicia                |            |
| Giải thưởng Shorty lần thứ 6  | Ngày 7 tháng 4 năm 2014  | Trung tâm Thời đại                    | Thành phố New York                    | Natasha Leggero             |            |
| Giải thưởng Shorty lần thứ 7  | Ngày 20 tháng 4 năm 2015 | Trung tâm Thời đại                    | Thành phố New York                    | Rachel Dratch               |            |
| Giải thưởng Shorty lần thứ 8  | Ngày 11 tháng 4 năm 2016 | Trung tâm Thời đại                    | Thành phố New York                    | Mamrie Hart                 |            |
| Giải thưởng Shorty lần thứ 9  | Ngày 23 tháng 4 năm 2017 | Nhà hát PlayStation                   | Thành phố New York                    | Tony Hale                   |            |
| Giải thưởng Shorty lần thứ 10 | Ngày 15 tháng 4 năm 2018 | Nhà hát PlayStation                   | Thành phố New York                    | Keke Palmer                 |            |
| Giải thưởng Shorty lần thứ 11 | 5 tháng 5, 2019          | Nhà hát PlayStation                   | Thành phố New York                    | Kathy Griffin               |            |
| Giải thưởng Shorty lần thứ 12 | Ngày 3 tháng 5 năm 2020  | Sự kiện ảo chỉ được truyền trực tuyến | Sự kiện ảo chỉ được truyền trực tuyến | JB Smoove                   |            |

## Giải thưởng Shorty thứ nhất
Bài chi tiết: Giải thưởng Shorty lần thứ nhất
Các giải thưởng được tạo ra vào năm 2008 bởi các doanh nhân công nghệ Greg Galant, Adam Varga và Lee Semel của Sawhorse Media.  Họ mời các chủ tài khoản Twitter đề cử những người dùng Twitter giỏi nhất trong các danh mục chung như hài hước, tin tức, ẩm thực và thiết kế.  Người chiến thắng được chọn bởi hơn 30.000 người dùng Twitter trong thời gian bỏ phiếu.  Những người sáng lập Twitter lần đầu tiên nghe về giải thưởng sau khi cuộc thi bắt đầu được tiến hành và bày tỏ sự ủng hộ đối với nó.
Lễ trao giải Shorty Awards đầu tiên được tổ chức vào ngày 11 tháng 2 năm 2009, tại Galapagos Art Space ở Brooklyn, New York. Khoảng 300 người đã tham dự sự kiện này.  Sự kiện này được tổ chức bởi CNN neo Rick Sanchez và sự xuất hiện tính năng nổi bật bởi người dùng Twitter MC Hammer và Gary Vaynerchuk và xuất hiện một video bằng cách Shaquille O'Neal.  Các giải thưởng, trong 26 hạng mục, được bình chọn bởi người dùng Twitter.

## Giải thưởng Shorty lần thứ 2
Bài chi tiết: Giải thưởng Shorty lần thứ 2
Bỏ phiếu cho Giải thưởng Shorty thứ hai được mở vào ngày 5 tháng 1 năm 2010, trong 26 hạng mục chính thức. Lần đầu tiên hạng mục Ảnh thời gian thực của năm được thêm vào danh sách các hạng mục chính thức, công nhận bức ảnh đẹp nhất được đăng lên các dịch vụ như Twitpic, Yfrog hoặc Facebook.
Cuộc thi Shorty Awards lần thứ hai đã giới thiệu một ban giám khảo có tên là Học viện Khoa học & Nghệ thuật Dạng ngắn Thời gian thực với các thành viên là Craig Newmark, David Pogue, Kurt Andersen, Caterina Fake, Joi Ito, Frank Moss, Alberto Ibargüen, Sreenath Sreenivasan, MC Hammer, Alyssa Milano và Jimmy Wales. Sau khi các đề cử công khai xác định những người vào chung kết, Viện Hàn lâm đã quyết định những người chiến thắng.
Những người chiến thắng đã được công bố tại một buổi lễ được tổ chức ở Trung tâm Thời đại trong tòa nhà The New York Times ở Manhattan, và được truyền trực tuyến. Buổi lễ được chủ trì bởi CNN, Rick Sanchez, người đã trao các giải thưởng trong các hạng mục chính thức cũng như Ảnh thời gian thực của năm mới được bổ sung và một giải thưởng nhân đạo đặc biệt.

## Giải thưởng Shorty thứ 3
Bài chi tiết: Giải thưởng Shorty lần thứ 3
Thời gian đề cử cho Giải thưởng Shorty thường niên lần thứ ba bắt đầu vào tháng 1 năm 2011 và kéo dài đến hết ngày 11 tháng 2 năm 2011, ngoại trừ các hạng mục mới đã kéo dài thời hạn đề cử. Có 30 danh mục chính thức và năm danh mục đặc biệt. Ngoài Ảnh thời gian thực của năm, lần đầu tiên giải thưởng đã chấp nhận các đề cử cho Thị trưởng Foursquare của năm, Vị trí Foursquare của năm, Microblog của năm trên Tumblr và giải thưởng Người kết nối. Giải thưởng cũng giới thiệu các Giải thưởng Công nghiệp Shorty mới để công nhận những cách sử dụng tốt nhất của các phương tiện truyền thông xã hội của các thương hiệu và đại lý. Ban Giám khảo Tiếp thị trong Học viện Khoa học & Nghệ thuật Dạng ngắn Thời gian thực sẽ đánh giá Giải thưởng Shorty Industry và xác định người chiến thắng trong số các bài dự thi được trả tiền. Người chiến thắng đã được công bố tại một buổi lễ vào ngày 28 tháng 3 năm 2011, do Aasif Mandvi tổ chức ở Trung tâm Thời đại.  Những người trình bày Giải thưởng Shorty khác dự kiến bao gồm Kiefer Sutherland, Jerry Stiller, Anne Meara, Stephen Wallem, Hoa hậu Hoa Kỳ Rima Fakih và Hoa hậu Thiếu niên Hoa Kỳ Kamie Crawford.

## Giải thưởng Shorty lần thứ 4
Bài chi tiết: Giải thưởng Shorty thường niên lần thứ 4
Giải thưởng Shorty thường niên lần thứ 4 có sự góp mặt của Ricky Gervais và Tiffani Thiessen. 1,6 triệu đề cử được tweet trên tất cả các hạng mục để vinh danh những người dùng hàng đầu trên Twitter, Facebook, Tumblr, Foursquare, YouTube và các nền tảng internet khác.

## Giải thưởng Shorty lần thứ 5
Bài chi tiết: Giải thưởng Shorty lần thứ 5
Lễ trao giải Shorty thường niên lần thứ 5 có sự góp mặt của Felicia Day, James Urbaniak, Kristian Nairn, Hannibal Buress, Carrie Keagan, Chris Hardwick, David Karp và Coco Rocha. 2,4 triệu đề cử đã được tweet trên tất cả các hạng mục để vinh danh những người dùng hàng đầu trên Twitter, Facebook, Tumblr, Foursquare, YouTube và các trang web internet khác.

## Giải thưởng Shorty lần thứ 6
Bài chi tiết: Giải thưởng Shorty lần thứ 6
Buổi lễ diễn ra vào ngày 7 tháng 4 năm 2014 tại New York TimesCenter và do Diễn viên hài Natasha Leggero chủ trì. Chương trình có sự xuất hiện của Patton Oswalt, Jamie Oliver, Kristen Bell, Jerry Seinfeld, Moshe Kasher, Julie Klausner, Erin Brady, Guy Kawasaki, Matt Walsh, Retta, Us the Duo, Big Boi, Gilbert Gottfried, Thomas Middleditch, Billie Jean King và Leandra Medine. Những người chiến thắng bao gồm Jerry Seinfeld và Will Ferrell.

## Giải thưởng Shorty lần thứ 7
Bài chi tiết: Giải thưởng Shorty lần thứ 7
Giải thưởng Shorty thường niên lần thứ bảy do diễn viên hài Rachel Dratch tổ chức và diễn ra vào ngày 20 tháng 4 năm 2015 tại Trung tâm Thời đại ở NYC. Real-Time Academy, cơ quan giám khảo của Shortys, đã tăng gấp ba lần quy mô cho Giải thưởng hàng năm lần thứ 7 và bao gồm Alton Brown, Mamrie Hart, Nikki Glaser, OK Go, The Fine Bros, Debbie Sterling, Dan Savage, Deena Varshavskaya và Palmer Luckey. Hoảng loạn! tại Disco là khách mời âm nhạc tại buổi lễ.  Những người thuyết trình trên sân khấu bao gồm Kevin Jonas, Bill Nye, Bella Thorne, Wyclef Jean, Emily Kinney và Tyler Oakley.

## Giải thưởng Shorty lần thứ 8
Bài chi tiết: Giải thưởng Shorty lần thứ 8
Các Eighth Shorty Awards thường niên được tổ chức tại New York vào TimesCenter vào ngày 11, năm 2016. Họ được tổ chức bởi Youtube, Writer và Diễn viên hài Mamrie Hart với màn trình diễn âm nhạc từ Nico & Vinz. Những người chiến thắng trong đêm bao gồm Bill Wurtz, DJ Khaled, Misty Copeland, Casey Neistat, Dwayne Johnson, Hannah Hart, Troye Sivan, Baddie Winkle, Kevin Hart và Taraji P. Henson.

## Giải thưởng Shorty lần thứ 9
Bài chi tiết: Giải thưởng Shorty lần thứ 9
Lễ trao giải Shorty thường niên lần thứ IX được tổ chức tại NYC tại Nhà hát PlayStation vào ngày 23 tháng 4 năm 2017. Họ được tổ chức bởi người chiến thắng hai lần Giải Emmy Tony Hale với màn trình diễn âm nhạc của Lizzo. Những người chiến thắng trong đêm bao gồm Bill Nye, Shay Mitchell, Doug the Pug, Gigi Gorgeous, Simone Biles, Mara Wilson, Gaten Matarazzo và Chrissy Teigen.

## Giải thưởng Shorty lần thứ 10
Bài chi tiết: Giải thưởng Shorty lần thứ 10
Giải thưởng Shorty thường niên lần thứ 10, diễn ra vào ngày 15 tháng 4 năm 2018, tại Nhà hát PlayStation, Thành phố New York. Buổi lễ do nữ diễn viên, ca sĩ, nhạc sĩ Keke Palmer chủ trì với màn trình diễn âm nhạc của Betty Who.

## Giải thưởng Shorty lần thứ 11
Bài chi tiết: Giải thưởng Shorty lần thứ 11
Giải thưởng Shorty thường niên lần thứ 11 được tổ chức vào ngày 5 tháng 5 năm 2019, tại Thành phố New York tại Nhà hát PlayStation. Buổi lễ do nữ diễn viên kiêm diễn viên hài người Mỹ Kathy Griffin chủ trì, với màn trình diễn âm nhạc của Tank and the Bangas.

## Giải thưởng Shorty lần thứ 12
Bài chi tiết: Giải thưởng Shorty lần thứ 12
Lễ trao giải Shorty thường niên lần thứ 12 được tổ chức vào ngày 3 tháng 5 năm 2020. Do đại dịch COVID-19, lần đầu tiên buổi lễ diễn ra trực tuyến, với những người trình bày và người đoạt giải quay phim từ nhà riêng của họ. Buổi lễ do nam diễn viên JB Smoove chủ trì, với màn trình diễn lại ca khúc Trap Queen của Fetty Wap. Những người chiến thắng giải thưởng bao gồm Supercar Blondie, Rose và Rosie, và Greta Thunberg.